# Saint-Jean-le-Vieux, Isère
Saint-Jean-le-Vieux är en kommun i departementet Isère i regionen Auvergne-Rhône-Alpes i sydöstra Frankrike. Kommunen ligger i kantonen Domène som tillhör arrondissementet Grenoble. År 2022 hade Saint-Jean-le-Vieux 276 invånare.

## Befolkningsutveckling
Antalet invånare i kommunen Saint-Jean-le-Vieux
Referens:INSEE